# Chema Purón
José María Purón Picatoste (Logroño; 24 de marzo de 1951), más conocido como Chema Purón es un cantautor y productor musical español.

## Biografía
A los trece años forma, junto con un compañero de colegio, el Dúo Fender, para poco más tarde pasar a pertenecer a "Los Yankos", donde pertenece hasta 1970, año en el cual se desplaza a Madrid, dónde cursa estudios de Publicidad y Derecho. Allí entra en contacto con la compañía de discos Movieplay, dónde ejerce de promotor  durante cuatro años, tras los cuales se decide finalmente a dar el paso de dedicarse profesionalmente a la música.
Graba 4 discos como cantautor, pero a partir de 1982 se dedica de lleno a componer para otros artistas, debido a la demanda de canciones suyas que había. De entre los cantantes que cantan sus canciones cabe destacar a José Luis Rodríguez "El Puma", Nana Mouskouri, Paloma San Basilio o Francisco.
Una canción suya interpretada por Francisco, A Dónde Voy Sin Ti, gana la OTI 1992, galardón que repetiría en 1996 con el tema Mis manos, interpretado por Anabel Russ, quedando segundo en 1994 con el tema Cuestión de suerte.
En 1999, de la mano del promotor musical Ignacio Faulin se crea el grupo riojano Mágicas Estrellas, para hacer una gira a beneficio de la lucha contra el cáncer. El grupo estuvo formado por Ángela Muro, Teo Echaure, Juancho el Charro, Jorge Ardanza, que al cabo de dos meses sería reemplazado por Michel García, y el propio Chema Purón, cantando cada uno en su estilo e interpretando canciones riojanas todos juntos al principio y al final del espectáculo, que recorrió toda La Rioja.
En el Festival de la Canción de Eurovisión 1995 celebrado en Dublín, su tema Vuelve conmigo, interpretado por Anabel Conde, acaba en segunda posición. Cinco años más tarde llevó a Serafín Zubiri a Eurovisión con el tema Colgado de un sueño.
Uno de sus mayores éxitos lo consiguió en el XLIV Festival Internacional de la Canción de Viña del Mar con la canción interpretada por Gisela Este amor es tuyo, que ganó los dos premios más importantes, las Gaviotas de Plata a la mejor canción y la mejor interpretación, algo que no había ocurrido en 40 años.
Durante el trascurso del 2018 y 2019, Purón denunció penalmente al artista argentino Carlos "La Mona" Jiménez, acusándolo del delito de Defraudación a la propiedad intelectual, más conocido como plagio. La polémica surgió en torno al tema Con lo que yo te quiero, que fue escrito y registrado por Purón para Mocedades en 1983, y que en 1986 fue inscrito por Juana Delseri y Daniel Franco (esposa y músico de La Mona Jiménez) con el nombre Por lo que yo te quiero, donde solo se le cambió el Con por el Por, tanto en el título como en la letra de la canción. Dicho tema se convertiría en uno de los grandes éxitos de La Mona, siendo posteriormente cantada por otros artistas del género del Cuarteto como Rodrigo Bueno y Walter Olmos, quienes la popularizaron aún más a la canción. Esto a la larga le ocasionó un grave perjuicio económico a Chema Purón, debido a que La Mona paralelamente cobraba los derechos del tema cuando el mismo se popularizó.
En 2019 organizó un concierto para el Banco de Alimentos en el auditorio de Riojaforum de Logroño. En el mismo reunió y compartió escenario con Lucía Pérez, Juancho el Charro, Jesús Vicente Aguirre, Michel García, Roberto Herreros, Jacinto Salazar y el cantautor gallego Vizcaíno, Coro Jorbalán y la Escolanía de La Rioja. Un encuentro amigable y muy emotivo. A raíz de ese concierto se editó un DVD, bajo el nombre Queridos amigos míos, acompañado de un libreto con las letras de todas y cada una de las 18 canciones que allí se incluyeron, que fue presentado el 30 de septiembre de 2020, y cuya recaudación revertirá en el Banco de Alimentos.

## Discografía
- Alma (1977)
- A mi compañera (1978)
- A la orilla del mar (1980)
- En ti (1982)
- Lo mejor de Chema Purón (1993)
- Discografía completa (2007)

## Producciones

### Álbumes
Entre otros, ha producido álbumes para:
- José Luis Rodríguez "El Puma"
- Nana Mouskouri
- Francisco
- Agustín Lara (hijo)
- Serafín Zubiri
- Roberto Herreros
- Lucía Pérez
- Riccardo Cocciante
- Carlos Robles
- Fran Allo

### Canciones
Ha compuesto canciones para varios artistas,e interpretado, entre los cuales se mencionan:
- Gisela
- Rosa
- David Bustamante
- José Manuel Soto
- Juancho Ruiz, el Charro, "Era mentira", "Un año más"
- David Civera
- Natalia
- Lucía Pérez
- Danny Rivera, "Amar o Morir"
- Ednita Nazario, "Trés Deseos"
- Anabel Conde, "Vuelve conmigo" (Festival de la Canción de Eurovisión 1995)
- La Mona Jiménez, "Con lo que yo te quiero" [5]